# Кольца планет

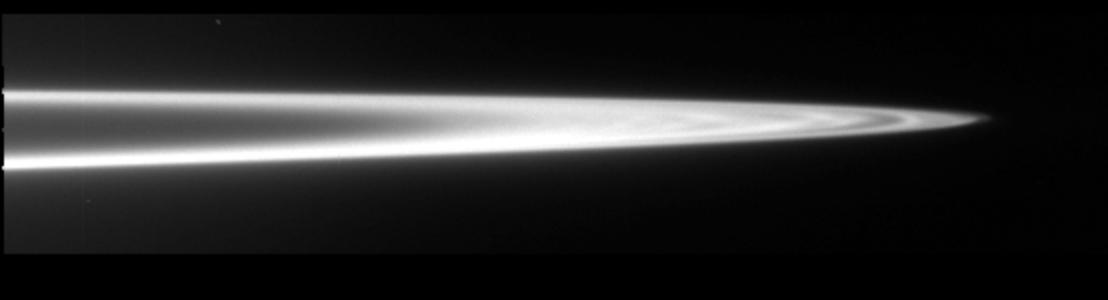
Главное кольцо Юпитера. Снимок аппарата «Галилео»

Кольца планеты — система плоских концентрических образований из пыли и льда, вращающаяся вокруг планеты в экваториальной плоскости. Кольца обнаружены у всех четырёх планет-гигантов Солнечной системы, как газовых (Сатурна и  Юпитера), так и ледяных (Урана и Нептуна), у астероидов Харикло и Хирона, карликовых планет Хаумеи и Квавара, а также гипотетически, у спутника Сатурна Реи. Плотное кольцо вне предела Роша открыто у транснептунового объекта (50000) Квавар.
Не исключается возможность наличия в прошлом короткоживущих (по астрономическим меркам) колец у других планет, в том числе у Земли. Падение Фобоса через несколько десятков миллионов лет может привести к образованию колец у Марса.
Кольца планет всегда располагаются точно в плоскости экватора. Это вызвано тем, что планеты имеют не идеально сферическую, но слегка сплюснутую вращением форму, что делает гравитационно стабильной лишь экваториальную орбиту.

## История
Система колец Сатурна была открыта в XVII веке. Первым её наблюдал, скорее всего, Галилео Галилей в 1610 году, однако из-за низкого качества оптики он видел не кольца, а лишь «придатки» по обе стороны Сатурна.
В 1655 году Христиан Гюйгенс, используя более совершенный, чем у Галилея, телескоп, первым увидел кольцо Сатурна и записал: «Кольцом окружен тонким, плоским, нигде не прикасающимся, к эклиптике наклоненным».
Более 300 лет Сатурн считался единственной планетой, окружённой кольцами. В опубликованной в 1962 году фантастической повести братьев Стругацких «Стажёры» один из героев полагал, что кольца должны иметься у всех 
планет-гигантов. В 1977 году при наблюдении покрытия Ураном звезды у планеты были обнаружены кольца. Слабые и тонкие кольца Юпитера были открыты в 1979 году космическим аппаратом «Вояджер-1». Через 10 лет, в 1989 году, «Вояджер-2» обнаружил кольца Нептуна.
Кольцами может обладать также спутник Сатурна Рея. Данные, переданные в ноябре 2005 и в августе 2007 года аппаратом «Кассини — Гюйгенс», показали, что при заходе в «тень» Реи поток регистрируемых от Сатурна электронов несколько раз аномально уменьшался, что может свидетельствовать о наличии у Реи трёх колец.
В октябре 2017 года было обнаружено кольцо у карликовой планеты Хаумеа.
В феврале 2023 года были обнаружены кольца у карликовой планеты Квавар.